# Dekamolibdenian srebra
Dekamolibdenian srebra, Ag
6Mo
10O
33 – nieorganiczny związek chemiczny, sól srebrowa dekamerycznej formy kwasu molibdenowego. Można go otrzymać w procesie hydrotermalnym. W postaci nanokryształów osadzonych na tlenku glinu umożliwia selektywne wykrywanie amoniaku w temperaturze ok. 230 °C, a w wyższych temperaturach − oparów ropy naftowej.